# Зоряний шлях: Повстання
«Зо́ряний шлях: Повста́ння» (англ. Star Trek: Insurrection) — дев'ятий повнометражний науково-фантастичний фільм, дія якого відбувається у всесвіті «Зоряного Шляху» (Star Trek).
На планеті Ба Ку люди ніколи не старіють і мають парапсихологічні здібності. Високопосадовці Об'єднаної Федерації Планет готові порушити власні закони, щоб дізнатися секрет безсмертя. Волею випадку, екіпаж зорельота USS «Enterprise» під командуванням капітана Пікарда виявляє злочинні наміри та стає їм на заваді.
Прем'єра фільму відбулася: 11 грудня 1999 року.

Бюджет фільму: 58 000 000 доларів. 

Касові збори в кінотеатрах США в рік показу: 70 100 000 доларів. 

Касові збори по всьому світу: 150 000 000 доларів.

## Сюжет
У 2375 андроїд-командер Дейта виконує місію зі спостереження на населенням планети Ба Ку. Повернувшись із розвідки, він несподівано виходить з ладу, атакує вчених Федерації та викрадає шаттл. Адмірал Мет'ю Догерті доповідає про це Жану-Люку Пікару. Той спрямовує зореліт «Ентерпрайз» до Ба Ку забрати Дейту і з'ясувати що спричинило його поломку. Догерті тим часом бесідує з іншопланетянами сон'а під проводом Руафо, котрі підтримують своє життя регулярними хірургічими операціями. Сон'а пропонують свою зброю в обмін на дещо з Ба Ку.
Забравши Дейту, капітан дізнається, що андроїд зазнав атаки, яка й уплинула на його мозок, поставивши виживання понад місію. Місцеві жителі розповідають Пікару, що вони в давнину подорожували галактикою, але відмовилися від технологій через їх руйнівний вплив. Дейта приводить команду до озера, на дні якого виявляється корабель Федерації. На ньому знаходиться голограма, що точно відтворює селище жителів Ба Ку. Пікар припускає — їх для чогось хотіли приспати, після чого перевезти в голограмі на іншу планету, не викликавши підозр. Невдовзі проявляється незвичайний вплив кілець планети — Пікар молодшає, а Лафордж відновлює зір. Аборигенка Аніш пояснює — кільця відновлюють клітини тіла, аж то того, що жителі планети стають безсмертними. Екіпаж «Ентерпрайза» розуміє, що Федерація планує виселити аборигенів, щоб віддати планету сон'а. Руафо ж готується запустити колектор часток, які випромінюють кільця планети, що однак уб'є все на Ба Ку.
Пікар зі своєю командою розставляють пристрої, що не дають телепортувати аборигенів. Тоді сон'а здійснюють напад дронами, котрі забирають частину втікачів. Пікар, Дейта і Ворф відстрілюються від дронів та піхоти, поки Райкер керує «Ентерпрайзом» в космічному бою. Райкер придумає розпили вибуховий газ, що знищує судна нападників. Дрони однак встигають забрати всіх з планети на борт корабля Федерації.
Діана Трой виявляє, що аборигени Ба Ку і сон'а — один вид. Сон'а в давнину було вигнано за використання технологій і вони повернулися лише для помсти. Доггерті, почувши це, намагається зупинити Руафо, але той вбиває адмірала і запускає колектор. Пікар переконує заступника Руафо, Галатіна, допомогти. Коли Руафо запускає колектор, він усвідомлює, що його з екіпажем було поміщено в голографічну кімнату на судні Федерації. Йому вдається втекти і відновити процес. Пікар проникає на борт корабля сон'а й підриває його. В останню мить Райкер забирає капітана на «Ентерпрайз».
Переселення жителів Ба Ку скасовується, а «Ентерпрайз» вирушає додому.

## Візуальні ефекти
«Зо́ряний шлях: Повста́ння» — перший фільм у серіалі з космічними ефектами, створені повністю з використанням комп'ютерних зображень, без використання фізичних моделей космічних апаратів.

## Нагороди та номінації
Фільм був номінований на премію «Сатурн» як найкращий науково-фантастичний фільм.

## У ролях
- Патрік Стюарт — капітан Жан-Люк Пікар
- Джонатан Фрейкс — перший помічник, командер Вільям Томас Райкер
- Брент Спайнер — другий помічник, лейтенант-командер Дейта
- Марина Сіртіс — радник, командер Діана Трой
- Майкл Дорн — голова тактичної служби, лейтенант-командер Ворф
- Гейтс Мак-Федан — голова медичної служби, командер Беверлі Черіл Говард Крашер
- Левар Бертон — головний інженер, лейтенант-командер Джорджі Лафорж
- Ф. Мюррей Абрахам — Руафо
- Донна Мерфі — Аніш
- Ентоні Зерба — адмірал Догерті
- Грег Генрі — Галатін
- Даніель Г'ю Келлі — Соджеф